# Clemens August von Twickel (Politiker)
Clemens August Freiherr von Twickel (* 29. April 1755 in Münster; † 31. März 1841 in Havixbeck) war ein deutscher Rittergutsbesitzer und Politiker aus dem westfälischen Uradel von Twickel.
Von Twickel war der Sohn von Clemens August von Twickel und dessen Ehefrau Sophia Bernhardina von Ledebur zu Perutz und Wicheln. Von Twickel, der katholischer Konfession war, war mit Franziska Ferdinande Maria geborene von Rump verheiratet. Aus der Ehe gingen mehrere Kinder hervor:
- Antonie (* 1. September 1784; † 1. Juni 1842) ⚭ 4. Juni 1806  Graf Ferdinand August von Merveldt und Lembeck (* 8. April oder 9. April 1759; † 6. Mai 1834)
- Theresia (* 3. Dezember 1785; † 11. Januar 1811) ⚭ 1804 Grafen Franz von Korff gen. Schmising-Kerssenbrock (* 14. November 1781; † 18. Oktober 1850)
- Clemens Carl (1788–1873) ⚭ Freiin Maria Theresia zu Borg und Lahr (* 8. Januar 1808)
- Mechthilde (* 1. April 1790; † 19. März 1869), vererbt Hamern an August von Twickel ⚭ 1826 Freiherr Karl von Merode († 9. April 1852), Herr auf Hamern[1]
- Ferdinand (* 1791), preußischer Major a. D.
- Carl (1793–1867), Landrat
- Ludwig (* 1795), preußischer Hauptmann a. D.
- August (* 1798), Jägermeister
- Franz (* 1799), Gerichtsassessor
- Edmund (* 1801)
- Joseph (* 1807), preußischer Rittmeister a. D. ⚭ 1844 Mathilde von Wintgen

Von Twickel war Rittergutsbesitzer. Daneben hatte er eine Reihe von öffentlichen und Hofämtern inne. Er war Amtsdrost in Rheine und Beverungen, Obristküchenmeister, Geheimer Rat und Landdroste im Fürstentum Rheina-Wolbeck und Erbschenk im Fürstentum Münster. In der Franzosenzeit war er Maire von Havixbeck und Billerbeck, danach war er Bürgermeister in Havixbeck. 1826 bis 1831 war er Abgeordneter im Provinziallandtag der Provinz Westfalen.